# Helsingfors IFK
Helsingfors IFK (Helsingin Idrottsföreningen Kamraterna lub Helsingfors Idrottsföreningen Kamraterna, wzgl. Helsingfors IFK lub Helsingin IFK, w skrócie HIFK) – fiński klub sportowy z siedzibą w Helsinkach. W tym samym klubie działa sekcja piłkarska pod nazwą HIFK Fotboll oraz hokejowa pod nazwą HIFK Hockey.